# 罗乍那·楚他汶迪恭
罗乍那·楚他汶迪恭（1991年8月14日—），泰國女子羽毛球運動員，專長雙打項目。

## 簡歷
2009年10月，罗乍那·楚他汶迪恭出戰馬來西亞亞羅士打舉行的世界青年羽毛球錦標賽，與玛尼蓬·宗集合作贏得了混合雙打冠軍，另外又贏得混合團體和女子雙打的季軍。

## 主要比賽成績
只列出曾進入準決賽的國際賽事成績：
| 年份   | 賽事                 | 公開賽級別 | 項目     | 拍檔              | 成績   |
| ------ | -------------------- | ---------- | -------- | ----------------- | ------ |
| 2009年 | 樂魚羽毛球國際系列賽 | 國際系列賽 | 混合雙打 | 玛尼蓬·宗集       | 準決賽 |
| 2009年 | 世界青年羽毛球錦標賽 | 其他       | 混合團體 | －                | 季軍   |
| 2009年 | 世界青年羽毛球錦標賽 | 其他       | 女子雙打 | 沙西丽·德拉达那猜 | 準決賽 |
| 2009年 | 世界青年羽毛球錦標賽 | 其他       | 混合雙打 | 玛尼蓬·宗集       | 冠軍   |
| 2010年 | 高雄羽球國際挑戰賽   | 國際挑戰賽 | 女子雙打 | 魏阮帕姬          | 亞軍   |
| 2013年 | 樂魚羽毛球國際系列賽 | 國際系列賽 | 女子雙打 | 宗功攀·吉迪特拉恭 | 亞軍   |
| 2013年 | 樂魚羽毛球國際系列賽 | 國際系列賽 | 混合雙打 | 万纳瓦·安布苏万   | 亞軍   |

| 2007-2017年 | 首要超級賽 | 超級賽 | 黃金大獎賽 | 大獎賽 | 國際挑戰賽 | 國際系列賽 | 未來系列賽 | 其他 |

| 2018-2026年 | 總決賽 | 超級1000賽 | 超級750賽 | 超級500賽 | 超級300賽 | 超級100賽 | 國際挑戰賽 | 國際系列賽 | 未來系列賽 | 其他 |